# Det Kongelige Vajsenhus

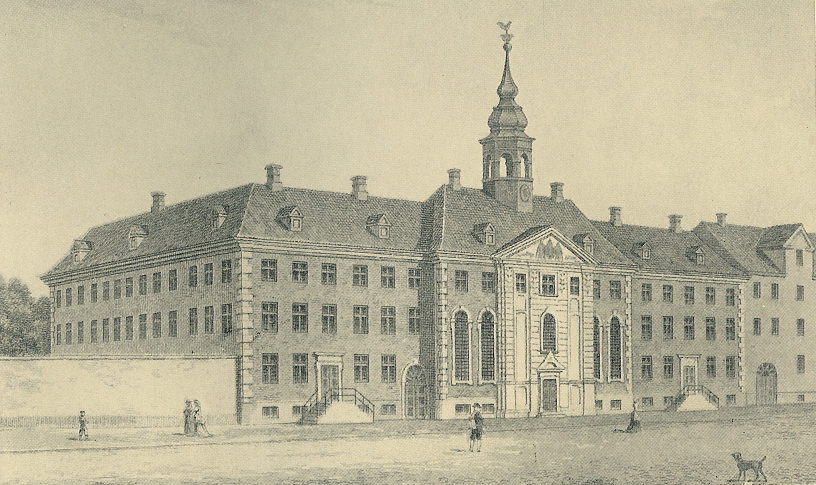
Det Kongelige Vajsenhus som det såg ut från 1765 till branden 1795.

Det Kongelige Vajsenhus är en privat grundskola i Köpenhamn som grundades 1727.
Vajsenhuset tillkom som ett hem för föräldralösa barn. Det stiftades av kung Fredrik IV den 21 juli 1727 efter förebild av den inrättning som grundats 1698 i Halle an der Saale av August Hermann Francke. Vajsenhuset öppnades den 11 oktober 1727 i den av kungen skänkta gården Det ridderlige Akademi på Nytorv. Efter åtskilliga omflyttningar, på grund av brand och andra olyckliga omständigheter, köpte Vajsenhuset en större egendom på Købmagergade, där skolan öppnades 1811 och förblev, till den 1 maj 1875, då den flyttade till en ny egendom i Nørrefarimagsgade. Verksamheten inriktades på föräldralösa barn från hela Danmark och de barn som antogs bodde enligt kunglig resolution av den 23 maj 1826 inte på anstalten, utan hos släktingar eller i vårdhem, inrättade av anstalten och under tillsyn av föreståndaren. Vajsenhuset har privilegium på utgivning av biblar, psalmböcker och katekeser.